# Corennys sensitiva
Corennys sensitiva är en skalbaggsart som beskrevs av Holzschuh 1998. Corennys sensitiva ingår i släktet Corennys och familjen långhorningar. Inga underarter finns listade i Catalogue of Life.